# Gerda Hofstätter
Gerda Hofstätter-Gregerson (* 9. Februar 1971 in Friesach) ist eine österreichische Poolbillardspielerin.

## Leben
Als eine der ersten österreichischen Poolbillardspieler wagte sie schon in jungen Jahren den Schritt ins Ausland, um ihre Profikarriere voranzutreiben. Zuerst lebte sie einige Jahre in Schweden, bevor sie 1993 endgültig nach Amerika auswanderte und dort seitdem zu den besten Spielerinnen der Welt zählt. Seit ihrer Hochzeit trägt sie den Doppelnamen „Hofstätter-Gregerson“ bzw. anglisiert „Hofstatter-Gregerson“, behielt aber ihre ursprüngliche Staatsangehörigkeit.
Sie wurde zwei Mal zur europäischen Spielerin des Jahres gewählt. 2018 wurde sie in die Hall of Fame des Billiard Congress of America aufgenommen und damit die erste Österreicher/-in, der diese Ehre zuteilwurde.

## Größte Erfolge
- Damen-Weltmeisterin im 9-Ball (1995)
- Europameisterin im 8-Ball (1989, 1993, 1997, 2001)
- Europameisterin im 9-Ball (1995)
- Europameisterin im 14 und 1 endlos (1995, 1997, 2009)
- 17-fache österreichische Staatsmeisterin